# Hôtel de Valentinois
Ne doit pas être confondu avec l'hôtel de Valentinois (rue Saint-Lazare).
L'hôtel de Valentinois était un hôtel particulier à Passy construit au XVIIIe siècle, dont la façade était située le long de la rue Basse (actuelle rue Raynouard), de la rue des Vignes (en face du château de Passy) jusqu'à l'emplacement de l'actuelle rue Singer, dans un parc s'étendant à l'arrière jusqu'à la rue Bois-Le-Vent et jusqu'à la rue de l'Annonciation, avec une entrée au 9 de cette dernière rue,.

## Historique
En 1710, l'hôtel appartient à Olympe de Brouilly de Piennes, mariée au duc Louis d'Aumont (1667-1723) mais dont elle est séparée. Elle le transforme en une grande propriété d'environ 4 hectares.
Par sa façade sur la rue Basse (Raynouard), l'hôtel particulier jouissait  comme le château de Passy et l'hôtel de Lamballe à proximité d'une vue sur la Seine et la plaine de Grenelle mais était séparé de la route de Versailles au bord du fleuve par les parcs de ces deux propriétés.
Son entrée se situait à l'emplacement de l'actuel no 9 de la rue de l'Annonciation.
Après sa mort en 1723, son petit-fils Louis-Marie-Augustin d'Aumont en hérite puis le vend en 1724 à Alexandre de Ségur, président du parlement de Bordeaux. Ce dernier le cède à son tour en 1735 à Jacques de Goyon, duc de Valentinois.
En 1750, le duc donne l'hôtel à sa belle-fille, Marie de Rouvroy Saint-Simon, qui l'agrandit puis le lègue en 1774 à son cousin, le comte de Choiseul-Stainville. Ce dernier le vend en 1776 à Jacques-Donatien Le Ray de Chaumont, grand-maître des eaux et forêts. Entre 1777 et 1785, il y loge Benjamin Franklin, ambassadeur des États-Unis, d'abord dans la demeure attenant à l'orangerie, puis dans le pavillon oriental de l'hôtel, situé au niveau de l'actuel no 66 de la rue Raynouard. Henri Bouchot note que Le Ray de Chaumont vend l'hôtel en trois lots, alors que Jacques Hillairet mentionne qu'en 1791, deux personnes se le partagent.

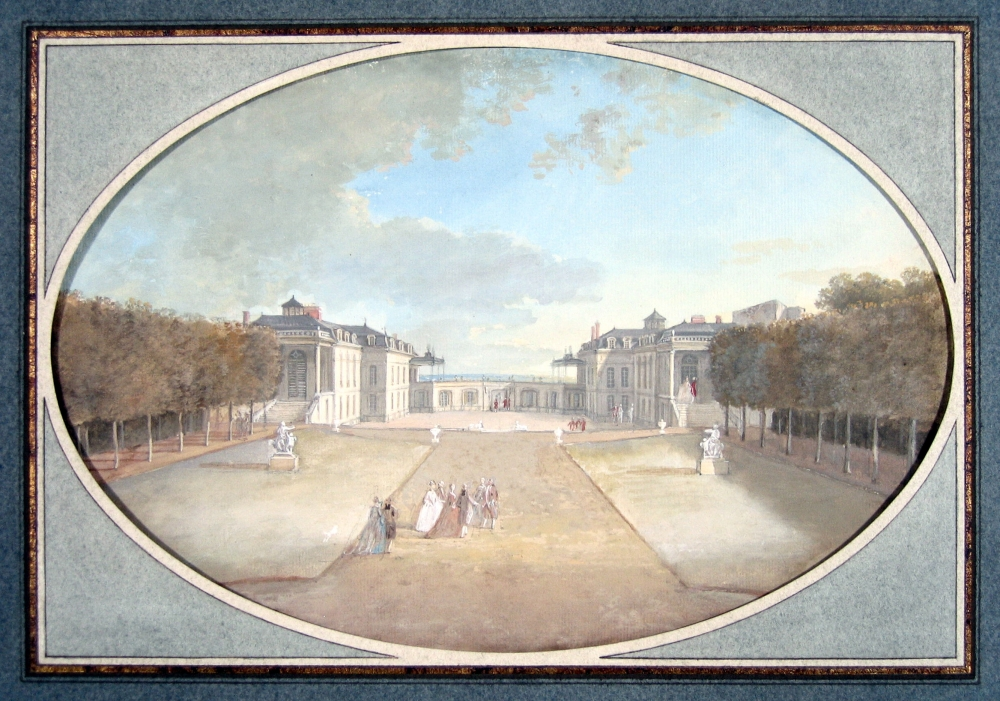
L'hôtel peint depuis le centre du « parterre de gazon de quatre pièces découpées » [7] dans les années 1770 par Alexis-Nicolas Pérignon.
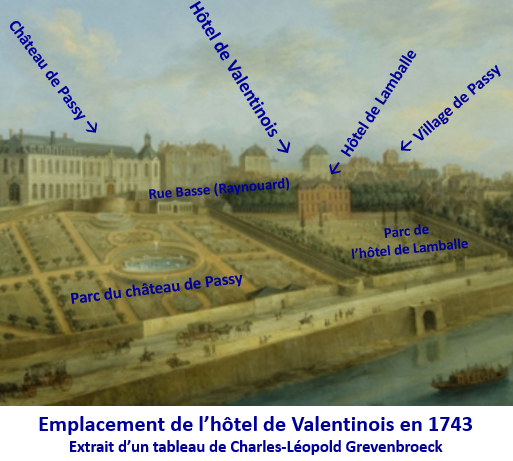
L'hôtel de Valentinois en 1743 sur un tableau de Charles-Léopold Grevenbroeck.

En 1814, l'hôtel est loué au prince de Condé.
Un lot comprenant les communs et des restes du jardin (vraisemblablement une partie au sud-ouest de celui-ci, visible sur le plan Roussel de Paris, ses faubourgs et ses environs, mais dissimulée sur le plan de l'hôtel levé par Guélin) avait échu  à Du Mersan, « le joyeux vaudevilliste » qui y vit entre 1820 et 1835. Le vaudevilliste Nicolas Brazier y loge également vers 1825.

## Le démantèlement du domaine
L'industriel David Singer acquiert la plus grande partie du domaine et lotit les terrains avec l'ouverture en 1836 d'une rue à son nom, d'une voie perpendiculaire reliant la rue des Vignes à la rue Bois-le-Vent, la rue Saint-Philibert (actuelle rue Alfred-Bruneau) et la rue de la Fontaine (actuelle rue Lekain), et de la rue Neuve-Bois-le-Vent (actuelle rue Talma),.

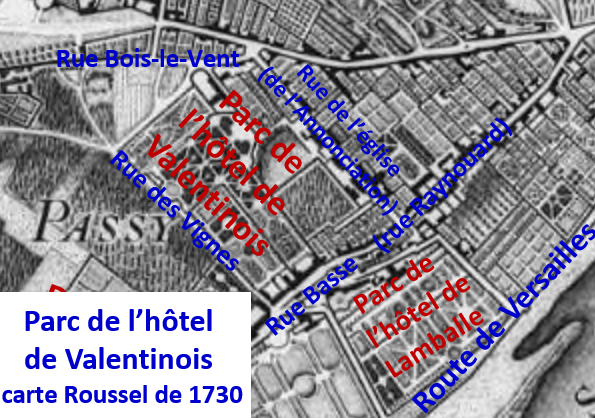
Domaine en 1730.
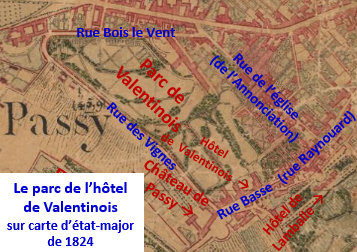
Parc en 1824.
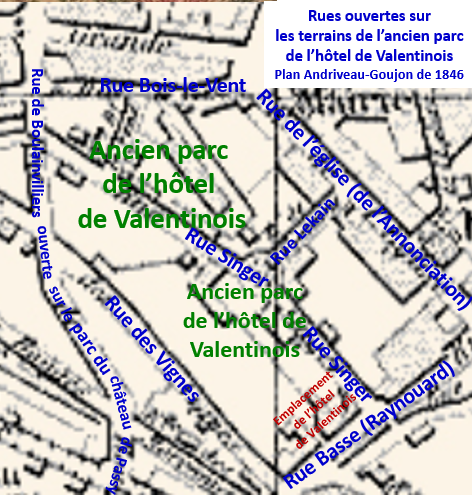
Lotissement de l’ancien parc en 1846.

Le 8 avril 1839, les Frères des écoles chrétiennes, qui avaient installé depuis 1818 leur maison-mère et leur petit noviciat des Frères dans l'hôtel, achètent une partie des jardins et deux pavillons puis déménagent, dans des locaux construits sur ce terrain et dans le bâtiment préservé de l'hôtel, leur pensionnat pour garçons précédemment ouvert au no 165 de la rue du Faubourg-Saint-Martin,
,
Au cours des décennies suivantes, les Frères des écoles chrétiennes reconstruisent certains locaux et en agrandissent d'autres, le pensionnat s'étendant en continuité le long de la rue Raynouard entre la rue Singer et la rue des Vignes.
La chapelle du pensionnat occupe l'emplacement du pavillon où était logé Benjamin Franklin. En 1896, on y pose une plaque rappelant le souvenir du fait qu'il y installa le premier paratonnerre du pays. L'inscription est reportée sur le plan coupé de l'actuel immeuble occupé par le collège secondaire Saint-Jean de Passy.
En application de la loi sur les Congrégations, les frères sont expulsés de France et vendent les 3/4 des bâtiments.
L'hôtel de Valentinois est démoli entre 1905 et 1909 et l'avenue du Colonel-Bonnet est ouverte en 1909 sur ce terrain. Le collège et lycée Saint-Jean de Passy est installé sur la partie subsistante de l'ancienne propriété, à l'angle de la rue des Vignes et de la rue Raynouard, les classes maternelles et élémentaires étant dans un bâtiment préservé du XIXe siècle au 60 rue Raynouard.
Une inscription rappelant la pose du premier paratonnerre par Benjamin Franklin fut gravée sur le pan de l'immeuble à l'angle des rues Raynouard et Singer en 1910, et un panneau « Histoire de Paris » installé au tournant du XXIe siècle, marque également l'emplacement de l'ancien hôtel de Valentinois.

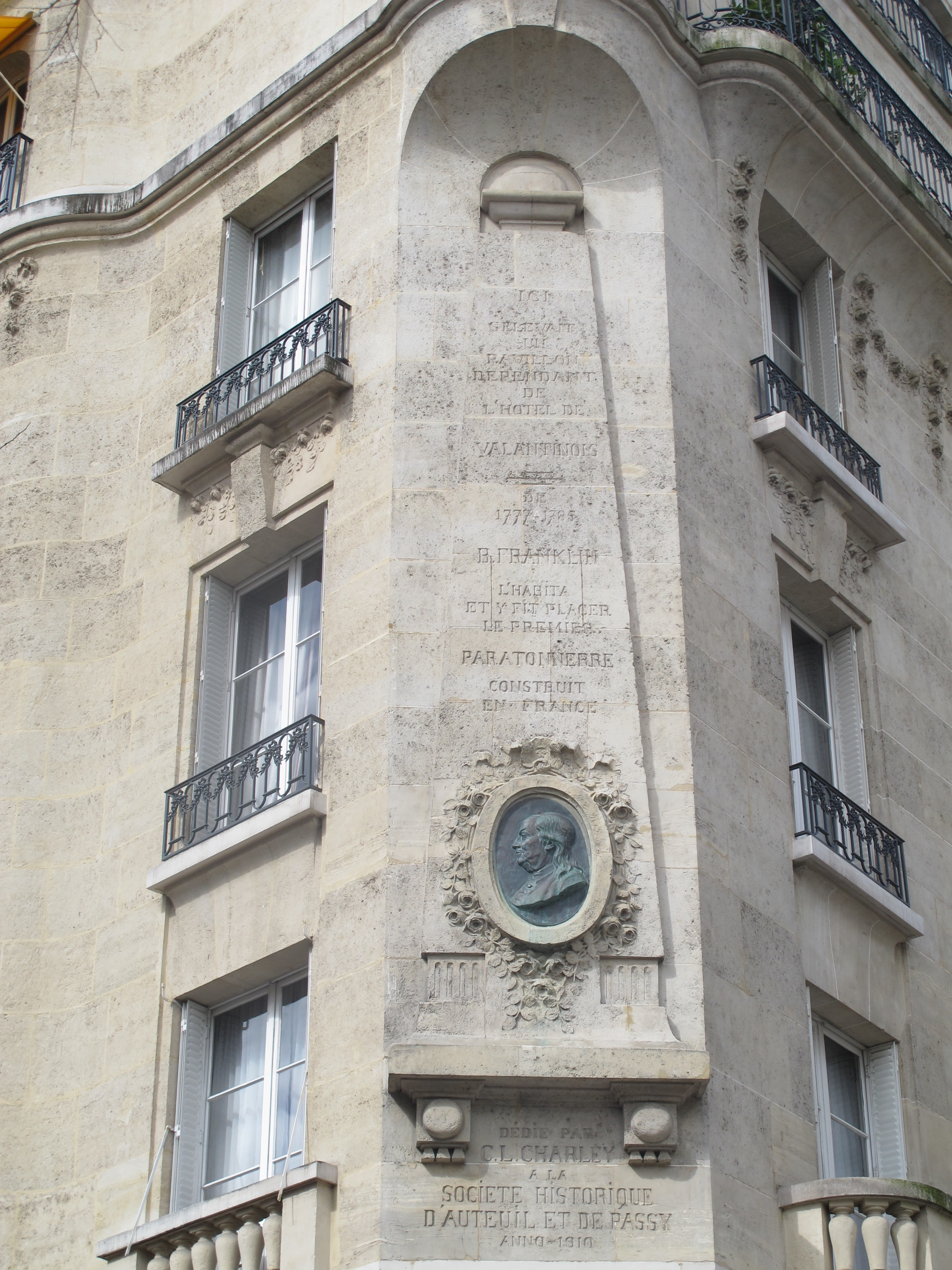
Inscription rappelant la pose du premier paratonnerre.
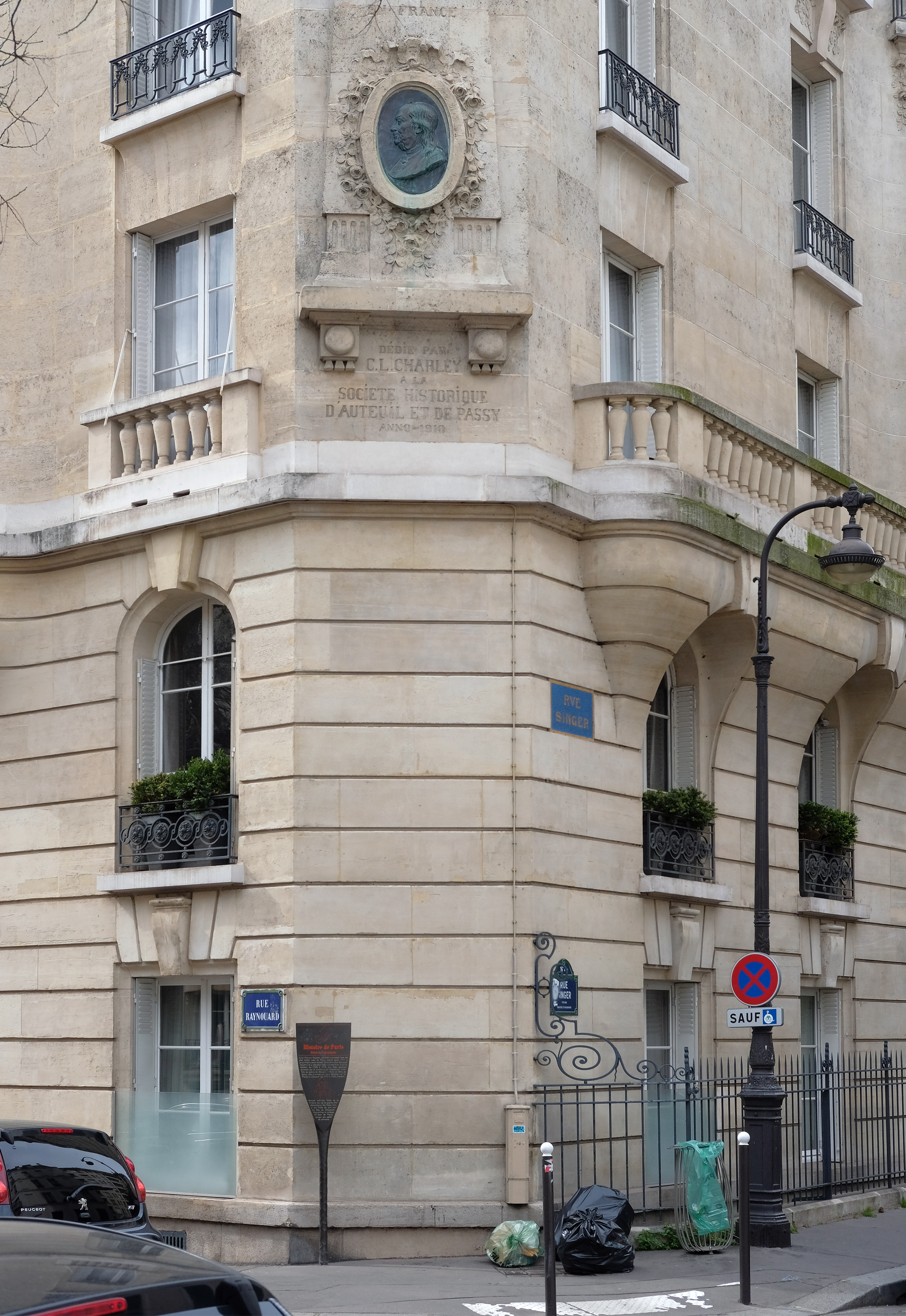
Panneau.
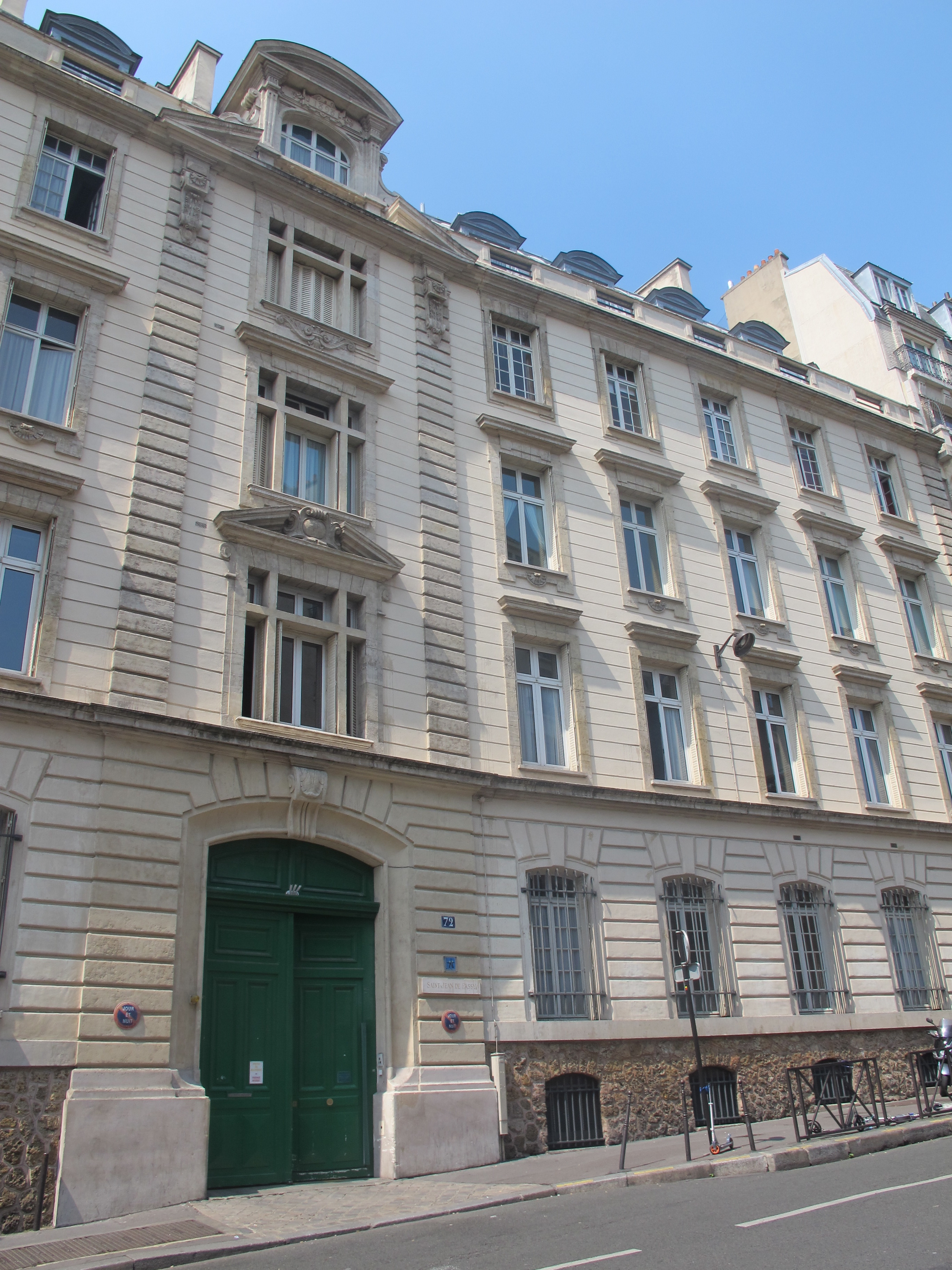
Lycée-Saint-Jean-de-Passy.
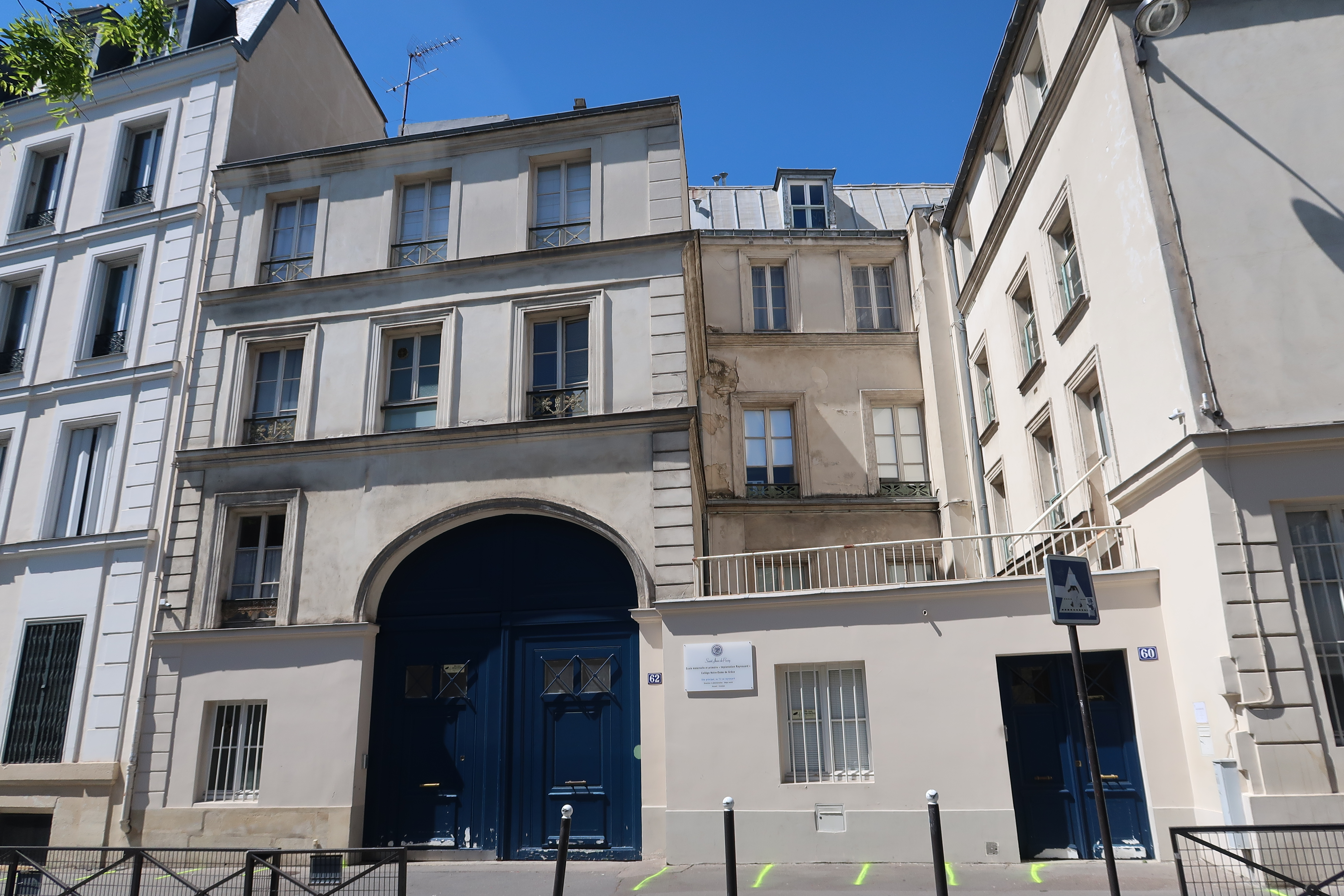
École maternelle et primaire Saint-Jean-de-Passy.